# Bachman-Turner Overdrive
Bachman Turner Overdrive (BTO) er et af de største rockbands fra Canada dannet i 1971 af Randy Bachman (rytmeguitar og sang) og Charles Fred Turner (bas og sang). De elskede begge biler og føjede derfor navnet på truckermagasinet Overdrive til deres efternavne, da de navngav bandet, hvis øvrige medlemmer var Randy Bachmans brødre Tim Bachman (sologuitar) og Robin Bachman (trommer). Dette var besætningen på de to første LP'er som kort og godt hed BTO og BTO II. Senere blev Tim Bachman erstattet af Blair Thornton.
Deres 3. LP var Not Fragile, hvor hittet You ain't seen nothing yet blev nummer 1 i USA. Derefter fulgte Four Wheel Drive, Head On og Freeways, hvorefter Randy Bachman forlod gruppen. Han blev erstattet af Jim Clinch på LP'erne Street Action og Rock'n'roll Nights.

## Diskografi
- Bachman–Turner Overdrive (1973)
- Bachman–Turner Overdrive II (1973)
- Not Fragile (1974)
- Four Wheel Drive (1975)
- Head On (1975)
- Freeways (1977)
- Street Action (1978)
- Rock n' Roll Nights (1979)
- Bachman–Turner Overdrive (1984)
- Trial by Fire: Greatest & Latest (1996)

## Filmografi
| År   | Titel             |
| ---- | ----------------- |
| 1975 | 1975 Road Special |
| 1988 | '88 Reunion       |
| 1995 | BTO: The Movie    |